# 12978 Ivashov
12978 Ivashov è un asteroide della fascia principale. Scoperto nel 1978, presenta un'orbita caratterizzata da un semiasse maggiore pari a 2,2280323 UA e da un'eccentricità di 0,2001372, inclinata di 3,73942° rispetto all'eclittica.